# Per Nordmark
Per Nordmark, född 1976 i Piteå, är en svensk musiker och producent. Han har spelat trummor med Breach, Fireside, Kristofer Åström (i dennes kompband Hidden Truck), Britta Persson, Teddybears, Frida Hyvönen och Markus Krunegård. 
2021 släppte han sitt första album som soloartist under artistnamnet Nordmark och han har sedan dess turnerat med Johnossi.

## Diskografi

### Kriget
- 2010 - What a Day
- 2011 - Submission
- 2012 - Dystopico

### Bad Hands
- 2009 - Take the Money and Run

### Fireside
- 1995 - Do Not Tailgate
- 1997 - Uomini D'onore
- 1998 - Hello Kids
- 2000 - Elite
- 2003 - Get Shot

### Breach
- 1999 - Venom
- 2001 - Kollapse

### Hets
2006 - Neråt Bakåt 

### Nei
- 2009 - New Agenda

### Britta Persson
- 2006 - Top Quality Bones and a Little Terrorist
- 2008 - Kill Hollywood Me
- 2010 - Current Affair Medium Rare
- 2012 - If I was a band my name would be forevers

### Kristoffer Åström and the Hidden truck
- 1998 - Go, Went, Gone
- 2001 - Leaving Songs
- 2001 - Northern Blues
- 2005 - So Much for Staying Alive

### Christian Kjellvander
- 2002 - Songs from a Two-Room Chapel
- 2005 - Faya
- 2007 - I Saw Her From Here/I Saw Here From Her
- 2010 - The Rough and Rynge

### Nordmark[2]
- 2020 - Quiet Room (EP)
- 2021 - Bury Them All (album)
- 2023 - The Building (album)
- 2023 - Vargön (album)